# Aba Lewit
Aba Szulim Lewit (geboren am 24. Juni 1923 in Działoszyce, Polen; gestorben am 16. November 2020 in Wien) war ein Zeitzeuge des Holocaust und galt als einer der letzten jüdischen Überlebenden des Konzentrationslagers Mauthausen. Er lebte in Österreich. 2014 war er ein Hauptredner beim Fest der Freude auf dem Wiener Heldenplatz.

## Leben
Aba Lewits Heimatstadt Działoszyce war ein klassisches Schtetl, in dem Juden seit dem 18. Jahrhundert die Mehrheit der Bevölkerung stellten und untereinander Jiddisch sprachen. Er wuchs in bürgerlichen Verhältnissen auf, sein Vater war Getreidegroßhändler. Lewit hatte zwei Brüder und drei Schwestern. Er besuchte den Cheder und ging bei einem jüdischen Schuster in die Lehre.
Nach dem Überfall auf Polen durch die deutsche Wehrmacht 1939 wurde Aba Lewit 1940 als 17-Jähriger ins Zwangsarbeitslager für Juden in Krakau-Kostrze verschleppt und zur Trockenlegung von Sümpfen und zu Kanalisationsarbeiten herangezogen. Nach etwa anderthalb Jahren kam er ins Arbeitslager Płaszów. In Płaszów begegnete er dem berüchtigten Lagerkommandanten Amon Göth, dessen Gewohnheit, während des Frühstücks Lagerinsassen mit dem Gewehr zu erschießen, Lewit mit der Aussage kommentierte, dass Göth das Frühstück nur geschmeckt habe, wenn er zuvor „acht, neun Juden umgelegt hat“. Aba Lewit wurde von einem SS-Mann angeschossen und lebensgefährlich verletzt. Sein Vater versteckte ihn daraufhin ohne medizinische Versorgung in der Häftlingsbaracke. Mithäftlinge entfernten mit einem Messer drei Kugeln, darunter ein Dum-Dum-Geschoss. Seine Verletzungen heilten und 1943 wurde Aba Lewit mit seinem Vater und einem seiner Brüder in das Konzentrationslager Mauthausen deportiert.

„Wir mussten zur Begrüßung unsere komplette Kleidung ablegen, wurden überall am Körper untersucht. Wir wurden isoliert und nackt in die Quarantänestation gebracht. Betten gab es nicht, wir schliefen zusammengepfercht auf dem Boden.“

Im Mauthausen leistete er Zwangsarbeit in den Steinbrüchen, die gleichermaßen Stätten der Vernichtung waren. Die Häftlinge mussten bis zu 50 kg schwere Granitblöcke die 186 Stufen der Todesstiege hinaufschleppen, begleitet von Schlägen durch das Wachpersonal. Wer sich hinsetzte, wurde erschossen. Gerhard Bitzan schrieb 2015 in der Wiener Tageszeitung Die Presse: „Totaler Sadismus. Das ist eine der zentralen Erinnerungen Lewits an Mauthausen. Sadismus, Menschenverachtung, Brutalität – und Erniedrigung.“
Wegen seiner handwerklichen Begabung – er hatte angegeben, Spengler zu sein – wurde Lewit mit Vater und Bruder 1944 ins KZ Gusen I, dann ins KZ Gusen II überstellt, eines der Außenlager des KZ Mauthausen, um Schwerstarbeit in den unterirdischen Stollen zu verrichten, in denen die Messerschmitt AG Kampfflugzeuge für die deutsche Luftwaffe herstellte. Das geheime Projekt trug den Decknamen B8 Bergkristall. Während des täglichen Anmarsches zur Zwangsarbeit standen immer wieder SS-Männer am Rande der Straße und prügelten auf die Häftlinge ein. Gusen sei für viele die Hölle gewesen, sagt Lewit, schwerste Arbeit, Brutalität, Demütigungen und kaum zu essen: „Die Suppe war Wasser mit etwas Gras drinnen, manchmal mit Kartoffelschalen, die von den SSlern übrig blieben.“ In Mauthausen und Gusen gab es viele Sadisten. Lewit berichtet, dass er einem Oberkapo unterstellt wurde, für den er putzen und kochen musste. Auf diese Weise habe er mehr zu essen gehabt. Ab Anfang 1945 sollte im überfüllten Lager Gusen Platz geschaffen werden für Insassen von Auschwitz. Aba Lewit überlebte einen Appell, zu dem die Häftlinge nackt bei minus zehn Grad antreten und stundenlang stehen mussten. Erfrierenlassen war eine Methode, mit der vor allem kranke, geschwächte und andere „unerwünschte“ Häftlinge zu Tode gebracht wurden.
Im April 1945 begann die SS, Spuren ihrer Verbrechen zu vernichten. Vor den näher rückenden alliierten Truppen flohen am 3. Mai die letzten SS-Angehörigen aus den Lagern Mauthausen und Gusen. Aba Lewit erlebte in Gusen ab 5. Mai 1945 die Befreiung von mehr als 20.000 Häftlingen durch die US-Armee. Er musste mitansehen, wie eine Reihe von Häftlingen trotz medizinischer Versorgung durch Sanitätseinheiten der US-Armee verstarb, weil sie schon zu sehr geschwächt waren und ihre ausgemergelten Körper normale Nahrung nicht mehr aufnehmen konnten. Tausende der Lagerinsassen von Mauthausen und Gusen überlebten ihre Befreiung nur um wenige Tage. Er selbst sei nicht sofort in der Lage gewesen, das KZ zu verlassen. Später schloss er sich einem Zug Befreiter in Richtung Linz-Urfahr an, der auf der gesamten Strecke von US-Soldaten begleitet wurde. Eine Gruppe von Ex-Häftlingen habe ein leer stehendes Haus bezogen und Nahrung beschafft. Nachdem sich Nachbarn beschwert hätten, sei die amerikanische Militärpolizei angerückt. „Wir haben ihnen die Lage erklärt, dann bekamen wir Essen, und das Wohnen wurde organisiert.“ Monate später konnte er im Internierungslager Dachau zur Identifizierung von Amon Göth beitragen.
Zwei seiner Geschwister wurden vom NS-Regime ermordet, die kleine Schwester Rene im Ghetto Krakau und der jüngere Bruder namens Sismann in Płaszów. Beide Eltern und drei seiner Geschwister haben die Shoah wie er überlebt.
Am 8. April 1948 heiratete Aba Lewit Mathilde Kohn, geboren am 11. Juni 1924 in Wien, eine jüdische Überlebende des KZ Ravensbrück. Sie ließen sich in Wien nieder. Zunächst waren beide im Metallhandel ihres Vaters tätig, bis sie sich im Textilhandel selbständig machten. Sie haben eine gemeinsame Tochter.
Aba Lewit starb am 16. November 2020 im Alter von 97 Jahren in Wien.

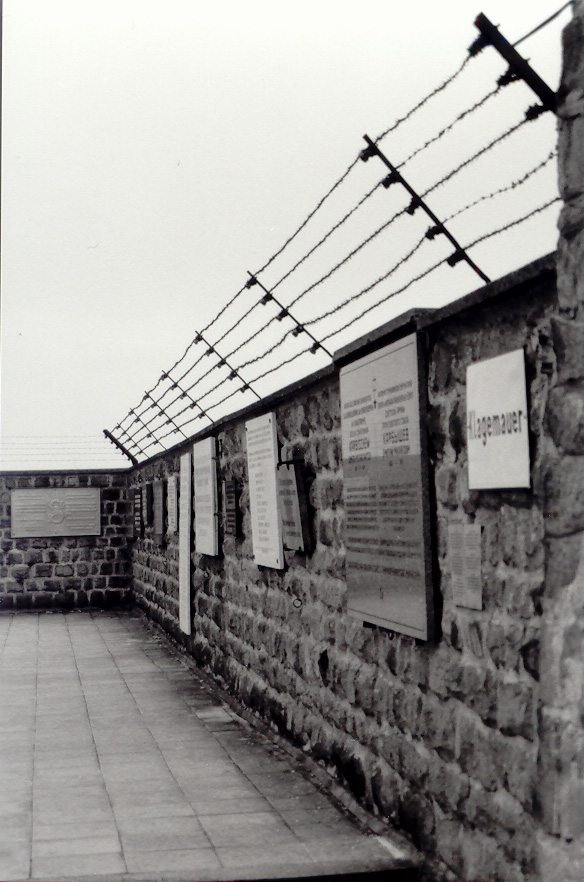
Klagemauer von Mauthausen (2002)

## Zitat
„Ich fahre einmal im Jahr nach Mauthausen, aber ich will nicht in die großen Befreiungsfeiern hineingeraten. Ich gedenke still, sage ein paar Gebete und zünde Kerzen an. Im Krematorium, wo so viele Menschen vergast und verbrannt wurden, an der Klagemauer und beim Appellplatz.“

## Engagement als Zeitzeuge
Sein Erleben des Holocaust hat Aba Lewit lange für sich behalten, nur seine Familie wusste davon. In den 1990er Jahren begann er als Zeitzeuge zu wirken, von Plaszow und Mauthausen zu berichten und zur Aufarbeitung beizutragen. Er besuchte Schulen, gab den Medien Interviews. Am 8. Mai 2014 trat Lewit beim Fest der Freude am Wiener Heldenplatz als Hauptredner auf, neben der damaligen Nationalratspräsidentin Barbara Prammer.
Zur 70-Jahr-Feier der Befreiung von Mauthausen sagte er zu einem Reporter des Standard: „Die Bilder bleiben immer in deinem Kopf. Die vielen Toten, das Leid, der unglaubliche Sadismus.“
Zu seiner heutigen Einstellung gegenüber den Nazis jener Zeit gibt Lewit an, dass man nicht alle in einen Topf werfen dürfe; viele seien verführt worden, die meisten waren Mitläufer, die wenigsten Aktive. Auch hätten nicht alle weggeschaut. Als Beispiel führt er eine Begebenheit im Kontext des Ankunftsmarsches zum KZ Mauthausen an. Bewohner eines Bauernhofs hätten den halbverhungerten Häftlingen unter Gefahr für sich selbst Brot zugeworfen.
Im Januar 2018 übersandte das Internationale Mauthausen Komitee einen Appell KZ-Überlebender aus verschiedenen Ländern weltweit in Form eines offenen Briefs an Bundespräsident Alexander Van der Bellen und Bundeskanzler Sebastian Kurz, in dem sie die schwarz-blaue Bundesregierung eindringlich vor Rechtsextremismus und Nationalismus warnten. Als Auslöser benannten sie fremdenfeindliche Einschläge im Regierungsprogramm sowie entsprechende Vorkommnisse in der FPÖ; z. B. hatte der Innenminister Herbert Kickl im Vorfeld des offenen Briefes geäußert, Asylbewerber „konzentriert“ in Grundversorgungszentren einzuweisen. Lewit zog in seiner Stellungnahme eine Parallele zwischen der aktuellen Situation und der Bürgerkriegssituation von 1934 und deren weiterer Entwicklung bis hin zum Jahr 1938 mit dem Anschluss Österreichs. Er fügte hinzu, dass Gaskammern das einzige seien, was im Regierungsprogramm nicht enthalten sei. Befragt, warum er diese drastische Ausdrucksweise gewählt habe, gab Lewit an, ansonsten von der Bevölkerung nicht ausreichend verstanden zu werden. Er befürchte nicht, dass es langfristig Gaskammern in Österreich geben werde, allerdings sehe er die Gefahr, als Jude mittelfristig wieder Gewalt ausgesetzt zu sein, ohne entsprechenden Schutz und Unterstützung durch Behörden zu erfahren.

## „Aula“-Affäre – Menschenrechtsurteil
Im Sommer 2015 erschien in der rechtsextremen Aula ein Artikel, der die befreiten Häftlinge des Konzentrationslagers Mauthausen als „Landplage“ und „Massenmörder“, die plündernd durchs Land gezogen seien, beleidigte. Die Aula musste die diffamierenden Passagen widerrufen, das Ermittlungsverfahren stellte die Grazer Staatsanwaltschaft jedoch ein. Dagegen legte Aba Lewit im Februar 2018 mit Unterstützung der Grünen Beschwerde beim Europäischen Gerichtshof für Menschenrechte (EGMR) ein.
Mit einstimmigem Urteil vom 10. Oktober 2019 gaben ihm die Straßburger Richter im Verfahren Lewit gegen Österreich recht. Sie sahen eine Verletzung der Europäischen Menschenrechtskonvention, konkret von Artikel 8, dem Recht auf Achtung des Privat- und Familienlebens. „Die Republik muss Lewit 648,48 Euro an materiellem Schadenersatz, 5.000 Euro an immateriellem Schadensersatz und 6.832,85 Euro an Prozesskosten zahlen, dazu kommen noch Erstattungen für Steuern und Zinsen.“ Lewits Rechtsanwältin Maria Windhager beabsichtigte, einen Erneuerungsantrag für das Verfahren in Österreich einzubringen. Justizminister Clemens Jabloner sah das europäische Urteil als „ein wichtiges Signal“ und regte die Erneuerung des Verfahrens an.
Windhager konnte die Generalprokuratur zu einer Nichtigkeitsbeschwerde bewegen. Am 11. Juni 2021 verhandelte und urteilte der Oberste Gerichtshof (OGH) für die 11 KZ-Überlebenden, von denen allerdings Lewit und 3 weitere mittlerweile gestorben waren: Der OGH sah schwerwiegende Begründungsmängel bei LG und OLG. Eine Neuauflage des Verfahrens ist auf Basis des gültigen Mediengesetzes gesetzeskonform nicht möglich. Windhager regte an das Gesetz zu reparieren. Eva Blimlinger, Sprecherin für Vergangenheitspolitik und Rechtsextremismus der Grünen, freute das Urteil und sie sagte zu, dass sich die Grünen für eine Gesetzesänderung einsetzen werden.